# 香港兆基創意書院

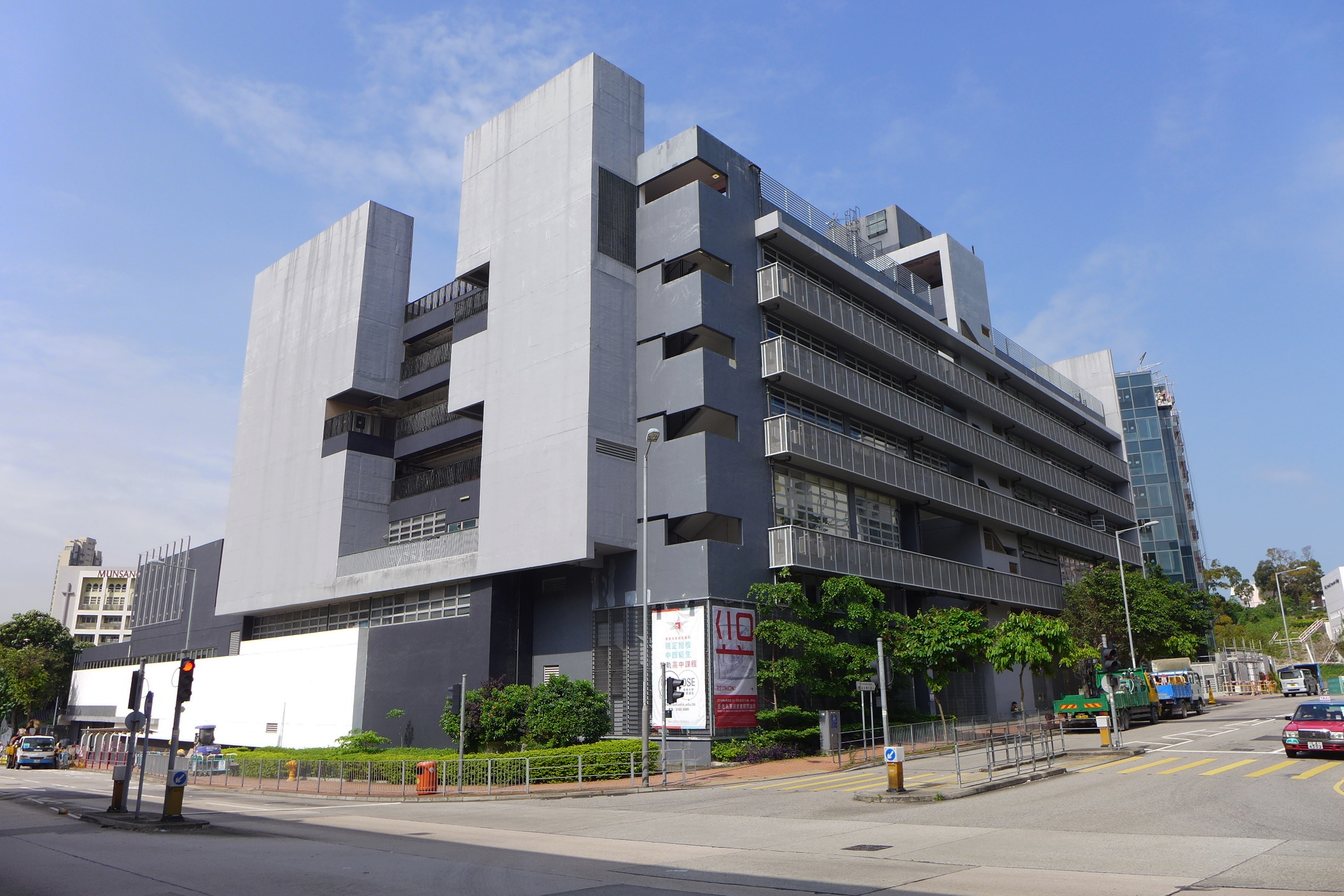
香港兆基創意書院聯合道後千禧校舍

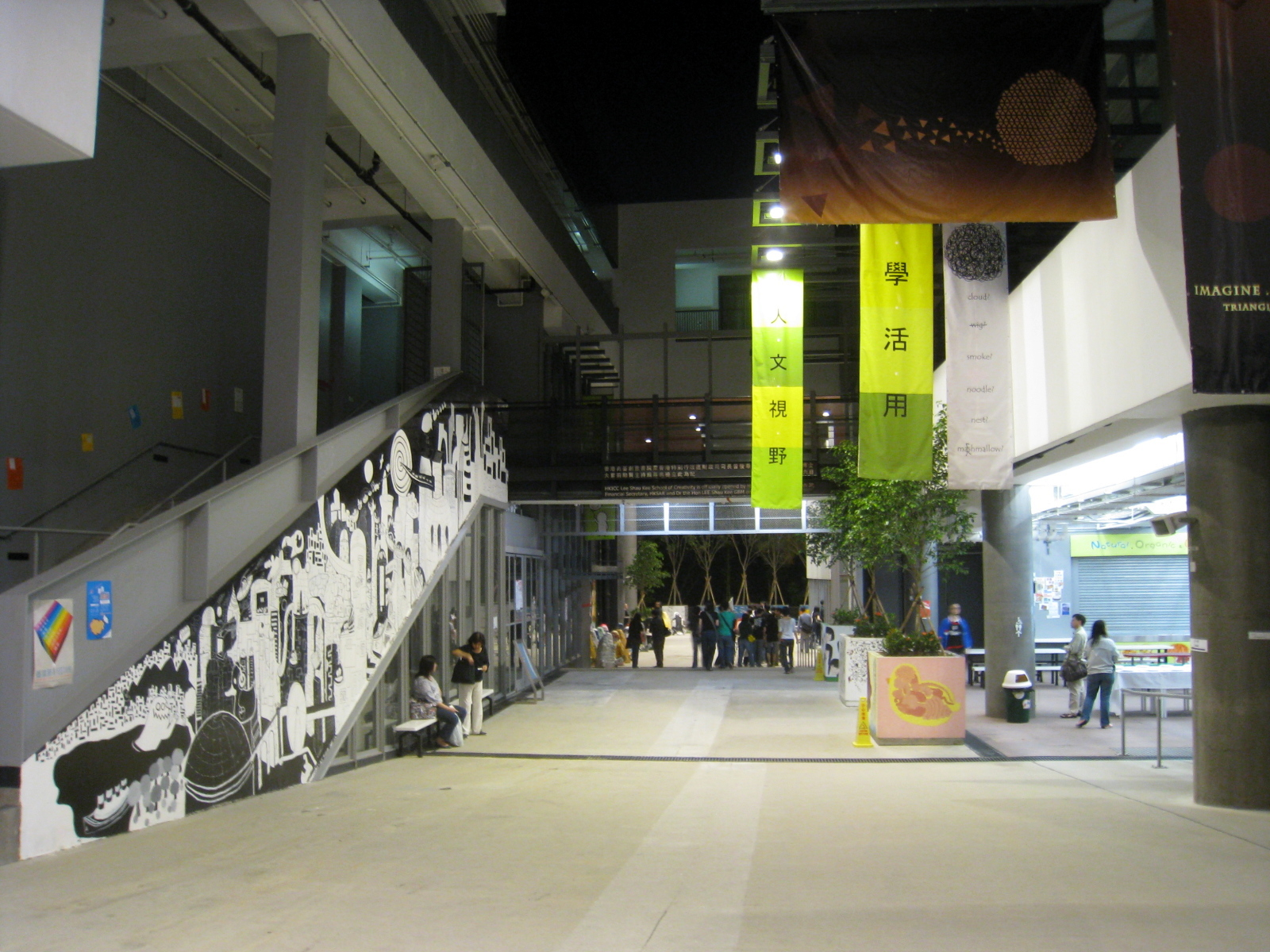
校舍內部

香港兆基創意書院（英語：HKICC Lee Shau Kee School of Creativity）是香港一間直資學校，而其簡稱為HKSC或創意書院，也是香港第一所以研習藝術、設计和文化為主的中學，位於九龍城區樂富以南的九龍仔，由李兆基基金會贊助及香港當代文化中心主辦，校監為香港當代文化中心創辦人黃英琦。

## 歷史
香港兆基創意書院於2006年創立，是香港第一所藝術高中。開校後的第一任正式校長為前教育界立法會議員葉建源，第二任校長為獨立文化藝術工作者馮美華。第三任校長是陳婉芬，第四任校長是謝國駿，第五任校長是劉天明，及後由陳婉芬再度出任校長。香港教育大學教育政策與領導學系前講師許漢榮自2021年9月至2024年3月接任校長。2024年4月1日起，校長一職由本地著名劇作家、再構造劇場藝術總監甄拔濤出任。
以前的校舍是借用政府位於紅磡青洲街的九龍船塢紀念學校舊址，現在位於九龍九龍仔聯合道135號的校舍則是永久校舍，由知名建築師嚴迅奇設計，前身是2001年清拆的九龍城荔枝園寮屋區及1950年代末遷出的長城片場及其後不同的小型工廠。
2021年9月，創意書院開辦首屆初中，2023年9月開始，書院成為一所開辦六年課程的完全中學。

## 特色
該校注重培養學生藝術文化修養，學習氣氛自由。
其自由度是：
- 學生可以在校門外吸煙。
- 學校雖然有校服，由設計師陳米記設計，但學生可以選擇搭配。如有POLO-shirt、T-shirt、恤衫等等，而且有不同的顏色可供選擇。
- 基本上只要不令校服損壞和尊重設計師設計，學生可在校服上做任何設計。
- 該校容許塗鴉。
- 學生可選擇稱呼老師其名。
- 學生可自由舉辦任何學會。
- 班別可設計有自己風格的教室。

該校也是比較著重師生平等的學校，有關學生的事務也會和學生討論，如學生應否畫枱、遲到缺席問題、使用電子產品問題等

## 課程結構[2]
香港兆基創意書院自於2014年開始，進行雙軌課程，即同時提供「香港中學文憑」及校本「創意藝術文憑」課程。書院已於2021/22學年開辦首屆中一，全面提供六年中學教育。

香港中學文憑課程：
必修科：中文、英文、數學、公民與社會發展科

選修科：視覺藝術、設計與應用科技、音樂、倫理與宗教、中國文學、資訊與通訊科技

創意藝術文憑：
課程已於2014年7月通過香港學術及職業資歷評審局的評審，頒授資歷為資歷架構第三級。

學習內容包括：
1. 設計與視覺傳意 DVC
2. 電影與錄像藝術 FDA
3. 表演藝術 MMPA
4. 空間研習 ESS
5. 創意藝術基礎
6. 研究方法
7. 人文通識（藝術史、哲學、香港電影）
8. 實用中、英文

## 設施
位於九龍城的永久校舍由國際知名的本地建築師嚴迅奇先生設計，理念具體地配合建構創意學習社群的願景，空間佈局開放流動，教學區域和社區平台兩個部份的組成強調了師生之間、以及與社區和業界的溝通和互動。其中一個設計的特徵是南北走向的創意大道，連結了校園的各部份，亦將社區的資訊交流和動力引入校園。
香港兆基創意書院的校舍設計源於對教育願景，校園內設有專業水平的文化藝術場地。場地作為教育、交流、展覽及演出的平台，在配合學生和老師的學習和創作之餘，且作為本地文化藝術及產業界的培育中心，為實驗和創作主動地推動和支援。

## 活動
由2009年起，逢12月設文化活動「九龍城書節」，以當年牛棚書節的模式而舉辦。設書商、創意地攤、講座、工作坊、讀書會和電影放映等活動，每年吸引不少市民參與。然而書節曾在新冠疫情時改為網上活動，之後則一直停辦至今。

## 著名／傑出校友
- 張美儀：2016年畢業，香港女歌手
- 陳善渝：2010年畢業，香港女子歌唱組合BINGO成員
- 秦馨敏：2008年畢業，香港女歌手
- 李美欣：2011年畢業，香港著名牧師
- 蔡菀庭：2012年畢業，香港TVB女演員、2017年多倫多華裔小姐競選冠軍暨2018國際中華小姐競選五強佳麗
- 楊　埕：香港女演員
- 陳　浩：香港男歌手
- 蔡思：香港女演員
- 林暐翹：暐翹，全民造星IV第十一名
- 邱彥筒：2020年畢業，Marf，全民造星IV冠軍，COLLAR成員
- vawongsir：政治漫畫家，曾於一間香港中學任視覺藝術科暨通識科教師

## 資料來源
1. ↑  www.creativehk.edu.hk
2. ↑  .   [2014-12-10]. （原始内容存档于2014-12-10）. （页面存档备份，存于）
3. ↑   (PDF).   [2014-12-10]. （原始内容 (PDF)存档于2014-12-10）. （页面存档备份，存于）
4. ↑  . 星島日報. 2016-12-01  [2016-12-04]. （原始内容存档于2016-12-20）. （页面存档备份，存于）

## 鄰近學校
- 藝術與科技教育中心

## 外部連結

### 相關網站
- 學校網址 （页面存档备份，存于）
- 學校Facebook的頁面 （页面存档备份，存于）
- 九龍仔延文禮士道的1所直接資助計劃中學 （页面存档备份，存于）(立法會工務小組委員會文件)

### 相關新聞
- 民主入校 學生學妥協藝術
- 兆基書院校友互潑顏料 行為藝術諷社會黑白不分 （页面存档备份，存于）
- 創意書院增辦創藝文憑
- 香港兆基創意書院 助年輕人投身創意產業 （页面存档备份，存于）
- 香港兆基創意書院拒考試定生死 重學生知識吸收 （页面存档备份，存于）
- 你們一起種下無花果樹──訪問創意書院師生 （页面存档备份，存于）
- 傳媒眼中的創意書院 （页面存档备份，存于）
- 兆基書院救港青280磅超齡F.6仔「想做李安師弟」 （页面存档备份，存于）
- 香港最「潮爆」校服 （页面存档备份，存于）
- Open Day：我們不是籮底橙 教改叛徒騷 （页面存档备份，存于）
- 兆基創意書院伺服器被黑客鎖上學生家長教職員個人資料 逾600人受影響 （页面存档备份，存于）